# 쓰루가오카촌
쓰루가오카촌(鶴ヶ岡村)은 일본 교토부 기타쿠와다군에 설치되었던 촌이다. 현재의 난탄시의 일부에 해당한다.